# 모스크바 휴전 협정

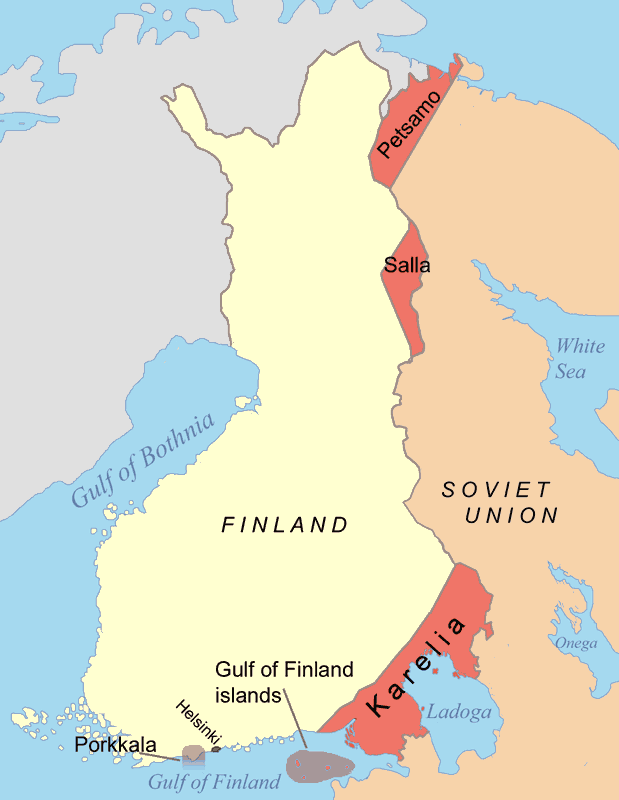
모스크바 휴전 협정에 따라 핀란드가 소련에 할양한 영토

모스크바 휴전 협정은 1944년 9월 19일에 핀란드와 소련, 영국이 체결한 협정이다. 핀란드와 소련 사이에 일어난 계속 전쟁을 종식시킨 이 조약은 1940년에 체결된 모스크바 평화 조약의 일부 조항을 수정한 것이다. 핀란드와 연합국은 1947년에 파리 조약을 체결했다.
모스크바 휴전 협정에 명시된 강화 조건은 1940년 모스크바 평화 조약에서 명시된 조건, 즉 핀란드는 카렐리야, 살라(Salla), 핀란드만에 위치한 상당수의 섬들을 소련에 할양하는 내용에 가까운 편이다. 이 조약에 따라 핀란드는 페차모(Petsamo)를 소련에 할양했으며 포르칼라(Porkkala)를 50년 동안 소련에 임대했다. 포르칼라는 1956년 핀란드에 반환되었다. 또한 핀란드는 소련에 300,000,000 미국 달러의 전쟁 배상금을 지불했다.

## 같이 보기
- 모스크바 평화 조약
- 핀란드화
- 카리알라 문제